# Pico Pijol nationalpark
Pico Pijol National Park är en nationalpark i Honduras.   Den ligger i departementet Departamento de Yoro, i den västra delen av landet, 130 km norr om huvudstaden Tegucigalpa. Pico Pijol nationalpark ligger 1 404 meter över havet.